# 村里長
村里長是中華民國（臺灣地區）对最基層民選公職人員——村長、里長的合称。中華民國行政區劃中，村、里是最基层的行政区单位。里隸屬於區、縣轄市、或鎮，村隸屬於鄉。村里長透過四年一次定期選舉選出，無連任限制。职务本身為無給職，但有鄉鎮市區公所編列的事務補助費。

## 職能
村里長法定職權依《地方制度法》第五十九條規定，“村（里）置村（里）長一人，受鄉（鎮、市、區）長之指揮監督，辦理村（里）公務及交辦事項”。轄下有一百至四千戶不等。主要工作包括反應地方需求、協助宣導政令、舉辦里民活動。依《地方制度法》，村里長受鄉鎮市區長之指揮監督，負責辦理村里公務及交辦事項，但實務上因為村里長是直接民選，獨立性強，加上公所及市府無法針對民選的村里長做出實質調職或懲處，因此鄉鎮市區長通常不會由上對下指揮，而是請求協助，尤其區長是由市長指派，其民意基礎低於里長。
村里之外，有作者认为在兩岸政治關係持續僵化的背景下，村里長在兩岸交流互動中扮演重要角色。

## 歷史
唐朝时，里的负责人称里正。宋初，以里正与户长、乡书手共同督税，再以里正为衙前，故又称“里正衙前”。自宋代起，中國實施保甲制度，是一種以戶為單位的連坐制社會制度。明代将里正改名里长，並以110户为一里。在清代傳至台灣，經日治時期和民國時期，發展為現今的村里制度。
臺灣地區自1946年开始村里长选举，至2022年已选举20届。1971年4月25日，福建省金門縣第1届村里長選舉選出35位村里長。2014年中華民國地方公職人員選舉中，臺灣地區的村里长选举与其他地方公职选举合并。相关选举事项依据《公職人員選舉罷免法》。

### 历次选举
1946年2月19日，臺灣省行政長官公署制定「臺灣省各縣市村里長選舉辦法」，規定村里長由村里民大會選舉之，任期2年。第1届村里長選舉，臺灣地區各縣市共選出6,304位村里長。第2届村里長選舉於1948年3月15日至4月5日間辦理，臺灣地區各縣市共選出6,289位村里長。第1、2屆均無候選人制度。如當選人不願應選，則以候補依序遞補。
第3届村里長選舉於1950年9月3日至1952年11月23日間分別辦理。因為實施地方自治後第1次，不再以村里民集會方式，改以公民至指定投票所投票方式選舉。候選人改為申請登記制度。本屆選舉規定須以全村里過半數公民之投票，得票超過總投票數一半以上者為當選；若選舉結果無人當選時，應就得票數較多之前2名候選人於5日內舉行第2次投票，決定當選人。臺灣地區各縣市共選出6,464位村里長。
第4届村里長選舉於1952年3月2日至1954年11月21日間分別辦理。村里長任期由2年改為3年。原第3屆規定候選人得票須過半始為當選之規定取消，改為得票數最多者為當選。臺灣地區各縣市共選出6,517位村里長。
第5屆村里長選舉於1955年4月17日至1957年3月24日間分別辦理。本屆起，村里長出缺，其所遺任期在1年以上者辦理補選，不足1年者，由各縣市公所派員代理，均以補足原任任期為限。臺灣地區各縣市共選出6,571位村里長。
第6屆村里長選舉於1958年4月20日至1960年6月12日間分別辦理。1959年10月8日，公布「臺灣省各縣市村里長選舉罷免規程」，規定村里長任期改為4年。因臺北市、高雄市、臺南市、基隆市等4縣市於1959年10月8日以後辦理選舉，故其第6屆村里長任期為4年，其他縣市仍維持3年任期。臺灣地區各縣市共選出6,608位村里長。
第7屆村里長選舉於1961年4月23日至1964年9月6日間分別辦理。因「臺灣省各縣市實施地方自治綱要」施行，新選出之村里長任期均為4年。臺灣地區各縣市共選出6,548位村里長。